# Јосип Рачић
Јосип Рачић (Хорвати крај Загреба, 22. март 1885 — Париз, 19. јун 1908) био је хрватски сликар.

## Биографија
Завршио је два разреда гимназије у Загребу, а након тога литографски занат. Године 1904. одлази преко Беча у Минхен, где је после завршеног припремног курса код Антона Ажбеа уписао Академију ликовних уметности. У почетку је радио код Johann Caspar Herterich, а затим је као изузетно талентован, примљен у класу Хуга фон Хибрмана Hugo von Habermann. Рачићеви цртежи угљем из тог времена показују да је имао осећај за тонске елементе цртежа које је, преко Гистава Курбеа, увео у минхенски круг Вилхлем Лејбл (Wilhelm Leibl). Још више осећаја за тонске елементе Рачић је показао у својим студијама у уљу. Мотив тих студија, које су по сликарском квалтету постале дела галеријског карактера, углавном је женска фигура и портрет (Дама у црном, Девојка са шешром, Дама у бијелом и др) или аутопортрет.
За време школских празника Рачић, је боравио у Загребу, где је насликао уља Портрет сестре Пепице, Портрет старог пријатеља, Пред стајом, Куће у сјени, акварел Стари сељак и др. Насликавши једну од најквалтетнијих својих слика Мајка и дијете (Модерна галерија, Засгреб), која означава највиши домет минхенског периода, па сазнавши да у Минхену нема шта више научити, одлази у Париз.
У Лувру је запазио као нарочито сродну својој ликовној концепцији Гојину слику Девојка са рукавицама, коју је копирао (копија се налази у Академији ликовних уметности у Загребу) и инспирисан њом насликао је једну од својих највреднијих слика Pont des Arts (Модерна галерија, Загреб). Био је одушевљен делима Манеа и импресиониста.
Рачићев париски боравак је трајао свега 4 месеца. У хотелској соби у улици Abé Grégoire нађен је мртав, извршивши самоубиство. За узрок смрти се не зна. Већина његових слика налази се у Модерној галерији Загреб.